# 濱寺站前停留場
濱寺站前停留場（日语：／ Hamadera-ekimae teiryūjō */?）是一個位於日本大阪府堺市西區濱寺公園町2丁140，屬於阪堺電氣軌道阪堺線的停留場。車站編號為HN31。

### 車站構造
側式月台2面的地面車站。

## 相鄰停留場
阪堺電氣軌道
■阪堺線
船尾（HN29）－濱寺站前（HN31）